# Дрийс Ван Нотен
Дрийс Ван Нотен (на нидерландски: Dries Van Noten) е фламандски моден дизайнер.

## Биография
Роден е на 12 май 1958 г. в Антверпен в семейство на производители и търговци на дрехи. През 1980 година завършва Антверпенската кралска академия за изящни изкуства.
След това започва да се занимава с мода и в средата на 80-те години постига международна известност. През 2008 година получава Международната награда на Съвета на модните дизайнери на Америка.